# Jeffrey Dean Morgan
Jeffrey Dean Morgan (n. 22 aprilie 1966, Seattle, Washington, SUA) este un actor american cunoscut mai ales pentru rolul lui Negan în serialul TV The Walking Dead, comediantul în filmul Cei ce veghează (2009), Denny Duquette din Anatomia lui Grey și John Winchester din Supernatural.

## Filmografie

### Film
| An   | Titlu                              | Rol                          | Note                  |
| ---- | ---------------------------------- | ---------------------------- | --------------------- |
| 1991 | Uncaged                            | Sharkey                      |                       |
| 1991 | To Cross The Rubicon               | Rod (James' Friend)          |                       |
| 1995 | Dillinger and Capone               | Jack Bennett                 |                       |
| 1995 | Undercover Heat                    | Ramone                       |                       |
| 1997 | Legal Deceit                       | Todd Hunter                  |                       |
| 1999 | Road Kill                          | Bobby                        |                       |
| 2003 | Something More                     | Daniel                       | Scurtmetraj           |
| 2004 | Dead & Breakfast                   | Șeriful                      |                       |
| 2004 | Six: The Mark Unleashed            | Tom Newman                   | Direct-pe-DVD         |
| 2005 | Chasing Ghosts                     | Det. Cole Davies             | Direct-pe-DVD         |
| 2007 | Live!                              | Rick                         |                       |
| 2007 | Fred Claus                         | Man Getting Parking Ticket   |                       |
| 2007 | Kabluey                            | Brad                         |                       |
| 2007 | P.S. I Love You                    | William Gallagher            |                       |
| 2008 | The Accidental Husband             | Patrick Sullivan             | Direct-pe-DVD         |
| 2008 | Days of Wrath                      | Bryan Gordon                 |                       |
| 2009 | Watchmen                           | Edward Blake / Comedian      |                       |
| 2009 | Taking Woodstock                   | Dan                          |                       |
| 2010 | Shanghai                           | Connor                       |                       |
| 2010 | The Losers                         | Clay                         |                       |
| 2010 | Jonah Hex                          | Jeb Turnbull                 | nemenționat           |
| 2011 | The Resident                       | Max                          |                       |
| 2011 | Peace, Love & Misunderstanding     | Jude                         |                       |
| 2011 | Texas Killing Fields               | Brian Heigh                  |                       |
| 2011 | The Courier                        | The Courier                  | Video-la-cerere       |
| 2012 | The Possession                     | Clyde Brenek                 |                       |
| 2012 | Red Dawn                           | Sgt. Maj. Andrew Tanner USMC |                       |
| 2014 | The Salvation                      | Delarue                      |                       |
| 2014 | They Came Together                 | Frank                        |                       |
| 2015 | Solace                             | Agent Joe Merriweather       |                       |
| 2015 | Heist                              | Luke Vaughn                  | Video-la-cerere (VOD) |
| 2015 | Desierto                           | Sam                          |                       |
| 2015 | Guns for Hire                      | Bruce                        |                       |
| 2016 | Batman v Superman: Dawn of Justice | Thomas Wayne                 | nemenționat           |
| 2018 | Rampage                            | Agent Russell                |                       |
| 2020 | The Postcard Killings              | Jacob Kanon                  |                       |
| 2020 | Walkaway Joe                       | Cal McCarthy                 |                       |
| TBA  | Shrine                             |                              | Filming               |

### Televiziune
| An              | Titlu                             | Rol                    | Note |
| --------------- | --------------------------------- | ---------------------- | --- |
| 1995            | Extreme                           | Jack Hawkins           | 2 episoade |
| 1995            | JAG                               | Weapons Officer        | Episodul: "Shadow" |
| 1996            | Sliders                           | Sid                    | Episodul: "El Sid" |
| 1996            | In the Blink of an Eye            | Jessie Tafero          | film TV |
| 1996–1997       | The Burning Zone                  | Dr. Edward Marcase     | rol principal |
| 2000            | Walker, Texas Ranger              | Jake Horbart           | Episodul: "Child of Hope" |
| 2001            | ER                                | Firefighter Larkin     | Episodul: "The Crossing" |
| 2002            | The Practice                      | Daniel Glenn           | Episodul: The Test" |
| 2002            | JAG                               | CIA Technician Wally   | 2 episoade |
| 2002            | Angel                             | Sam Ryan               | Episodul: "Provider" |
| 2002            | The Division                      | Father William Natali  | Episodul: "Forgive Me, Father" |
| 2003            | CSI: Crime Scene Investigation    | Undercover Agent #1    | Episodul: "All for Our Country" |
| 2003            | Star Trek: Enterprise             | Xindi-Reptilian        | Episodul: "Carpenter Street" |
| 2004            | The Handler                       | Mike                   | 2 episoade |
| 2004            | Tru Calling                       | Geoffrey Pine          | Episodul: "Two Pair" |
| 2004            | Monk                              | Steven Leight          | Episodul: "Mr. Monk Takes Manhattan" |
| 2005            | The O.C.                          | Joe Zukowski           | Episodul: "The Accomplice" |
| 2005            | Weeds                             | Judah Botwin           | 2 episoade |
| 2005–2007; 2019 | Supernatural                      | John Winchester/Azazel | rol secundar; 13 episoade |
| 2006            | Jam                               | Dale                   | film TV |
| 2006–2009       | Grey's Anatomy                    | Denny Duquette         | rol secundar (sez. 2–3, 5); 23 episoade |
| 2012–2013       | Magic City                        | Ike Evans              | rol principal |
| 2014            | Shameless                         | Charlie Peters         | Episodul: "Lazarus" |
| 2015            | The Secret Life of Marilyn Monroe | Joe DiMaggio           | 2 episoade |
| 2015            | Texas Rising                      | "Deaf" Smith           | miniserie TV |
| 2015            | Extant                            | JD Richter             | rol principal |
| 2015–2016       | The Good Wife                     | Jason Crouse           | rol principal (sez. 7) |
| 2016–2022       | The Walking Dead                  | Negan                  | 42 episoade invitat special (sez. 6) rol principal (sez. 7–prezent) Saturn Award for Best Guest Performance in a Television Series (2016) Saturn Award for Best Guest Performance in a Television Series (2019) |
| 2017            | Robot Chicken                     | Negan                  | Voce; Episodul: "The Robot Chicken Walking Dead Special: Look Who's Walking" |
| 2017–2019       | Ride with Norman Reedus           | Rolul său              | 2 episoade |
| 2020–present    | Friday Night in with the Morgans  | Rolul său              | 6 episoade |

### Video games
| An                 | Titlu    | Rol   | Note                         |
| ------------------ | -------- | ----- | ---------------------------- |
| februarie 28, 2019 | Tekken 7 | Negan | Disponibil pentru descărcare |

## Legături externe
- Jeffrey Dean Morgan la Internet Movie Database
- Jeffrey Dean Morgan la Allmovie
- Jeffrey Dean Morgan la TCM Movie Database